# Jacques François Dugommier

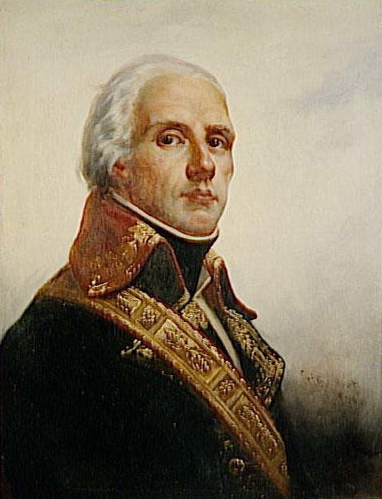
Generał Dugommier, portret namalowany przez François Bouchot (1836)

Jacques François Dugommier (ur. 1 sierpnia 1738 w Trois-Rivières (Guadeloupe), zm. 17 listopada 1794) – generał francuski, zginął w bitwie.